# C・ダグラス・ディロン
クラレンス・ダグラス・ディロン（Clarence Douglas Dillon, 1909年8月21日 - 2003年1月10日）は、アメリカ合衆国の政治家、外交官。ドワイト・D・アイゼンハワー政権で第46代駐フランス大使、ジョン・F・ケネディ、リンドン・ジョンソン政権で第57代アメリカ合衆国財務長官を務めた。彼はまたキューバ危機における国家安全保障会議執行委員会（エクスコム）の重要なメンバーであった。

## 生涯
1909年8月21日にスイスのジュネーブにて、クラレンス・ディロンとアン（ダグラス）・ディロン夫妻の間に誕生した。祖父のラポウスキーはポーランドからの貧しい移民（ポーランド系ユダヤ人）で、1891年にアメリカ合衆国の市民権を得た。そして、 1901年にその姓名をサム・ラポウスキーからサミュエル・ディロンへと改名している。母親のアン・ダグラスはスコットランドの家系であった。
彼は第二次世界大戦中にアメリカ海軍で勤務している。 
ディロンは民主党のジョン・F・ケネディ大統領から財務長官に任命されたが、彼自身は共和党員であった。彼の政策は強固な景気拡大であり、リンドン・ジョンソン大統領はケネディ暗殺後も彼をその職に留めた。
彼はその後父親のクラレンス・ディロンと共に共同設立したディロン・リード&カンパニー (Dillon, Read & Co.) の副社長、社長、取締役会長を務めた。
ディロンはニューヨークのメトロポリタン美術館の館長を務め、中国ギャラリーを設立した。また美術館に個人的に2,000万ドルを寄付し、さらに1億ドルを集めた募金の指揮を行った。
彼は1989年に大統領自由勲章を受章している。
ディロンは2番目の妻と2人の娘がおり、余生をコネチカット州フェアフィールドで過ごした。